# Бобио
Бобио (на италиански: Bobbio) е малко градче и община в провинция Пиаченца в регион Емилия-Романя в Северна Италия с 3710 жители (към 31 декември 2012).

## География
Градът се намира в долината на река Требия на 45 км югозападно от град Пиаченца.

## История
Бобио се казвал по-рано Bobium или Ebovium. В града се намира манастир, основан през 612 г. Бобио е през 1014 г. диоцеза.